# Жан-Батіст Аржан
Жан-Батіст де Буайє, маркіз д'Аржан (1704—1771) — французький письменник-романіст, філософ, діяч доби Просвітництва.

## Біографія
Старший син генерального прокурора парламенту в Екс-ан-Провансі. Свою ранню біографію виклав в одному з перших своїх романів — «Мемуари пана маркіза д'Аржана» (1735). Молодість його була переповнена пригодами: невдала військова кар'єра (внаслідок забиття, отриманого ним при падінні з коня, мав залишити військову сллужбу в чині капітана), таємний шлюб з актрисою Сильвією і вимушена втеча до Іспанії, поїздка при дипломатичній місії в Алжир і Константинополь, де йому загрожувала смертна кара, бурхливе життя в Римі, де його мало не вбили наймані вбивці. Батько довго і безуспішно намагався виправити сина. Дійшло навіть до шестимісячного ув'язнення в цитаделі Перпіньяна. А закінчилося тим, що його позбавили спадщини на користь молодшого брата.
Вивчав юриспруденцію, знав багато мов, включаючи давньогрецьку та давньоєврейську, був знавцем історії та філософії, займався хімією та анатомією, брав уроки малювання у де Каза, професора Академії живопису. Перебравшись до Голландії із середини 1730-х років пробує свої сили на літературній ниві.
Фрідріх Прусський, тоді ще наслідний принц, запрошує маркіза д'Аржана до Берліна. Але це запрошення було прийнято лише після вступу у 1740 році Фрідріх II на престол. На той час опубліковано майже всі основні художні твори письменника. Король призначає його камергером двору, директором королівського театру, головою відділення словесності Берлінської академії наук. Він стає членом гуртка філософів. У Берліні маркіз д'Аржан провів 25 років, проте до кінця не зміг там прижитися. Його нерівний шлюб із актрисою Бабеттою Кошуа викликав невдоволення не лише його рідних, а й Фрідріха II, і в результаті залишок своїх днів він прожив на батьківщині, в Ексі.

## Творчість
Своєю головною працею вважав «Філософію здорового глузду». Цей трактат витримав 15 видань і був перекладений англійською, німецькою та голландською мовами.
Романи д'Аржана, а особливо його «Листи», були надзвичайно популярні протягом майже XVIII століття. В них дається широка картина вдач і звичаїв різних народів, давніх та нових. Автор ховається під маскою перекладача та видавця цих послань, у яких обговорюються проблеми пізнання світу, політичного устрою, релігії, філософії, моралі, відносин у суспільстві.
«Листи» згодом ставали зразками наслідування для пізніших авторів. «Китайські листи» послужили одним із головних джерел роману «Громадянин світу» Олівера Голдсміта . «Пошта Духів» І. А. Крилова створена під впливом «Кабалістичних листів», з яких запозичені цілі сторінки філософського змісту.

## Твори
- «Mémoires de M. le marquis d'Argens» (1735)
- «Les enchainemens de l'amour et de la fortune, ou les Mémoires du Marquis de Vaudreville» (1736)
- «Le Mentor cavalier, ou les illustres infortunez de notre siècle» (1736)
- «Mémoires De La Comtesse De Mirol» (1736)
- «Mémoires De Mademoiselle De Mainville, Ou Le Feint Chevalier» (1736)
- «Mémoires du marquis de Mirmon, ou le solitaire philosophe» (1736)
- «Lettres juives» (1736—1737)
- «Le fortuné florentin, ou les mémoires du comte della Vallé» (1737)
- «Mémoires du comte de Vaxere ou le faux rabin» (1735)
- «Le Philosophe amoureux, ou les mémoires du comte de Mommejan» (1737)
- «Lettres cabalistiques» (1737-1741)
- «Lettres chinoises» (1739-1740)
- «Les nones galantes ou l'amour enbeguiné» (1740)
- «Le Triomphe de la vertu, ou voyages sur mer, et aventures de la Comtesse de Bressol» (1741)